# 随心院
随心院（ずいしんいん、隨心院）は、京都市山科区小野御霊町にある真言宗善通寺派の大本山の寺院。山号は牛皮山。本尊は如意輪観世音菩薩。開山は小野流の開祖として知られる仁海（にんがい）僧正。寺紋は九条藤。当寺の位置する小野地区は小野氏の根拠地とされ、随心院は小野小町ゆかりの寺としても知られる。

## 歴史
随心院は、そもそもは仁海（954年 - 1046年）が創建した牛皮山曼荼羅寺（ごひざんまんだらじ）の塔頭であった。
仁海は真言宗小野流の祖である。神泉苑にて雨乞の祈祷を9回行い、そのたびに雨を降らせたとされ、「雨僧正」の通称があった。曼荼羅寺は仁海が一条天皇から小野氏邸宅の隣を寺地として下賜され、正暦2年（991年）に建立した寺である。伝承によれば、仁海は夢で亡き母親が牛に生まれ変わっていることを知りその牛を飼育したが程なく死んだ。それを悲しみその牛の皮に両界曼荼羅を描き本尊としたことに因んで、「牛皮山曼荼羅寺」と名付けたという。なお、これと似た説話は『古事談』にもあるが、そこでは牛になったのは仁海の母ではなく父とされている。
第5世住持の増俊の時代に曼荼羅寺の塔頭の一つとして随心院が建てられた。続く6世顕厳の時には順徳天皇、後堀河天皇、四条天皇の祈願所となっている。東寺長者や東大寺別当を務めた7世親厳（1151年 - 1236年）の時、寛喜元年（1229年）に後堀河天皇の宣旨（せんじ）により門跡寺院（皇族や摂家出身者が住持として入寺する寺院）となった。その後一条家、二条家、九条家などの出身者が多く入寺している。
その後多くの伽藍が建造され、山城国、播磨国、紀伊国などに多くの寺領を有したが、承久の乱・応仁の乱によりほとんど焼失した。『隨心院史略』によれば、応仁の乱後は寺地九条唐橋や相国寺近辺などへたびたび移転している。その後慶長4年（1599年）、24世増孝（九条家出身）の時、曼陀羅寺の故地に本堂が再興されている。
江戸時代中期の門跡であった堯厳（1717年 - 1787年）は、関白九条輔実の子で、大僧正に至ったが、九条稙基が夭折したことを受けて寛保3年（1743年）還俗し、九条尚実と名乗って関白、太政大臣の位に至っている。
真言宗各派は明治以降、対立と分派・合同を繰り返した。御室派、醍醐派、大覚寺派等が分立した後も随心院は「真言宗」にとどまっていたが、1907年（明治40年）には当時の「真言宗」が解消されて山階派、小野派、東寺派、泉涌寺派として独立。随心院は小野派本山となった。その後1931年（昭和6年）には真言宗小野派を真言宗善通寺派と改称。1941年（昭和16年）には善通寺が総本山に昇格した。現在は宗祖空海の生誕地に建つ善通寺が善通寺派総本山、随心院は同派大本山と位置づけられ、善通寺には管長が住し、随心院には能化が置かれている。
近年、1973年（昭和48年）には「はねず踊り」を創めたり、2003年（平成15年）には「ミス小町コンテスト」、2008年（平成20年）にライトアップ、2009年（平成21年）には若手アーティスト「だるま商店」による「極彩色梅匂小町絵図」という障壁画を取り入れたりと、新しい仏閣像を作り出している。

## 境内
- 総門 - 宝暦3年（1753年）に二条家より移築[注 1]。
- 本堂 - 慶長4年（1599年）再建。桃山時代の建築で寝殿造り。本尊の如意輪観世音菩薩と諸仏が奉安されている[注 1]。
- 庭園 - 心字池を中心とする池泉鑑賞式庭園。
- 能の間 - 宝暦年間（1751年 - 1764年）に、九条家の寄進によりに建造された。1991年（平成3年）に改修工事が行われた[注 1]。
  - 極彩色梅色小町絵図 - 能の間に奉納された4面の襖絵。小野小町の一生を描いた鮮やかな薄紅色を基調とした襖絵で、2009年（平成21年）に絵描きユニット「だるま商店」が制作[1]。
- 表書院 - 寛永年間（1624年 - 1631年）の再建。 天真院尼の寄進[注 1]。襖絵は、狩野永納時代の物で、「花鳥山水の図」「四愛の図」が描かれている[注 1]。なお、天真院尼の出自についてはあまり定かでない。
- 大玄関 - 寛永年間（1624年 - 1631年）の再建。 九条家ゆかりの天真院尼の寄進[注 1]。玄関左右に小玄関、使者の間がある。
- 奥書院 - 江戸時代初期の建立。襖絵に、狩野派絵師による「舞楽の図」「節会饗宴の図」「賢聖の障子」「虎の図」が描かれている[注 1]。
- 庫裡 - 宝暦3年（1753年）に二条家より移築。庫裡は同家の政所御殿であったもの[注 1]。
- 小町堂 - 納骨堂。
- 長屋門
- 薬医門 - 寛永年間（1624年 - 1631年）の建立。 天真院尼の寄進[注 1]。
- 小野梅園 - 境内には約230本の梅の木がある。山紅梅、白梅、薄紅梅などがあり2月末から咲き始め3月中旬が見頃となる。もっとも多い薄紅梅の色である薄紅梅色を「はねずいろ」ということから「はねずの梅」とも呼ばれている。
- 大乗院 - 塔頭。
- 仁海供養塔
- 清瀧権現

### 小野小町ゆかりの遺跡
小野小町は絶世の美女として知られており、美人の代名詞ともいえる人物である。随心院が所在する小野は小野氏の一族が栄えたところであり、宮中で仁明天皇に仕え歌人として知られる小野小町もこの地の出で宮中を退いて後も過ごしたとされる。随心院には小町の晩年の姿とされる卒塔婆小町像を始め文塚、化粧井戸などいくつかの遺跡が残る。
- 小町庭苑
- 小町榧
- 化粧井戸 - 小野小町の邸宅跡の井戸である。小野小町がこの井戸の水を使い化粧をしていたと「都名所図会」に記されている[注 1]。
- 小町文塚 - 本堂裏にあり、小野小町に、深草少将をはじめ、多くの貴公子から寄せられた千束の文を埋めたと伝わる。特異な形をしている[注 1]。

随心院境内
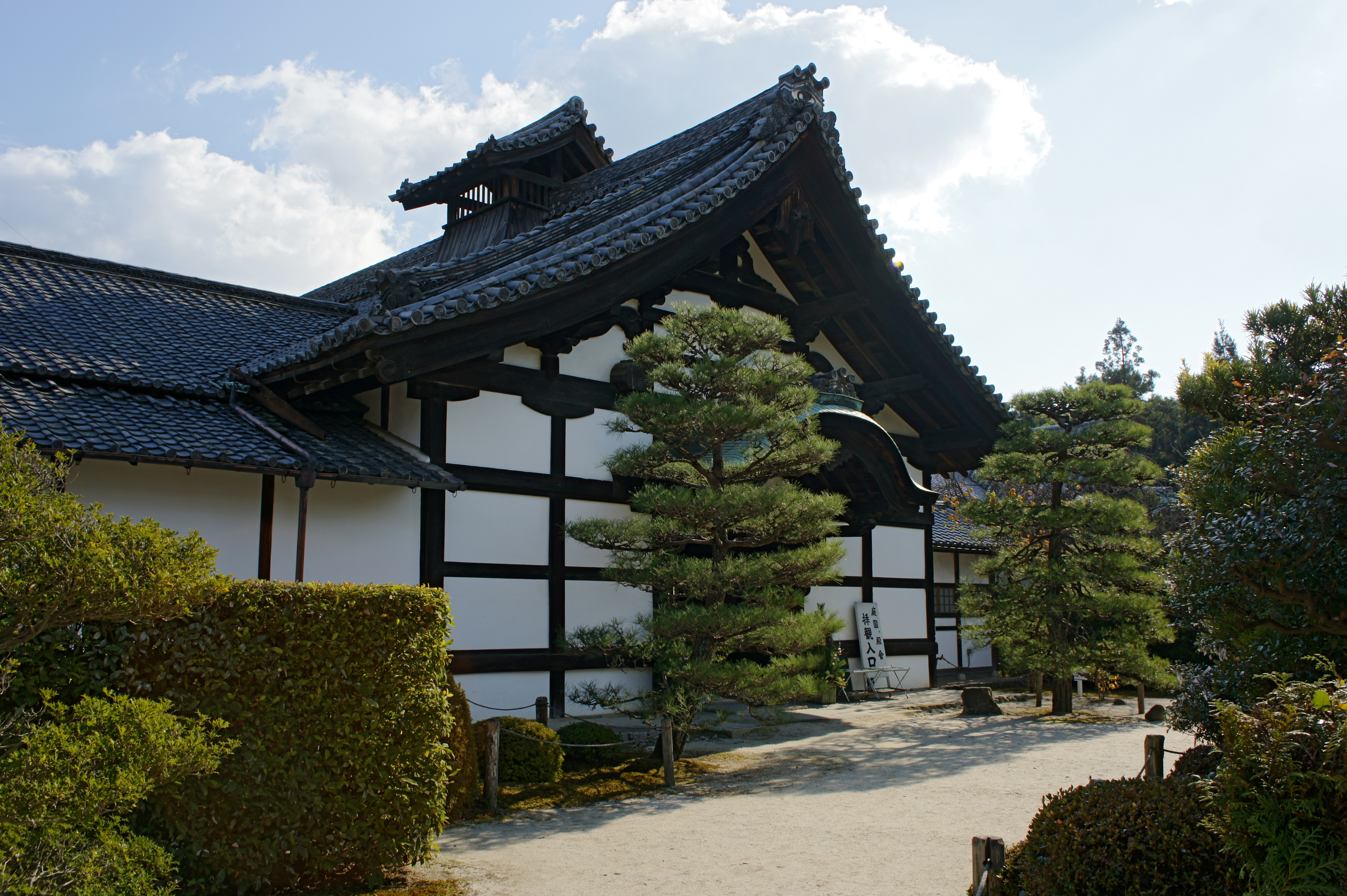
庫裏・拝観入り口
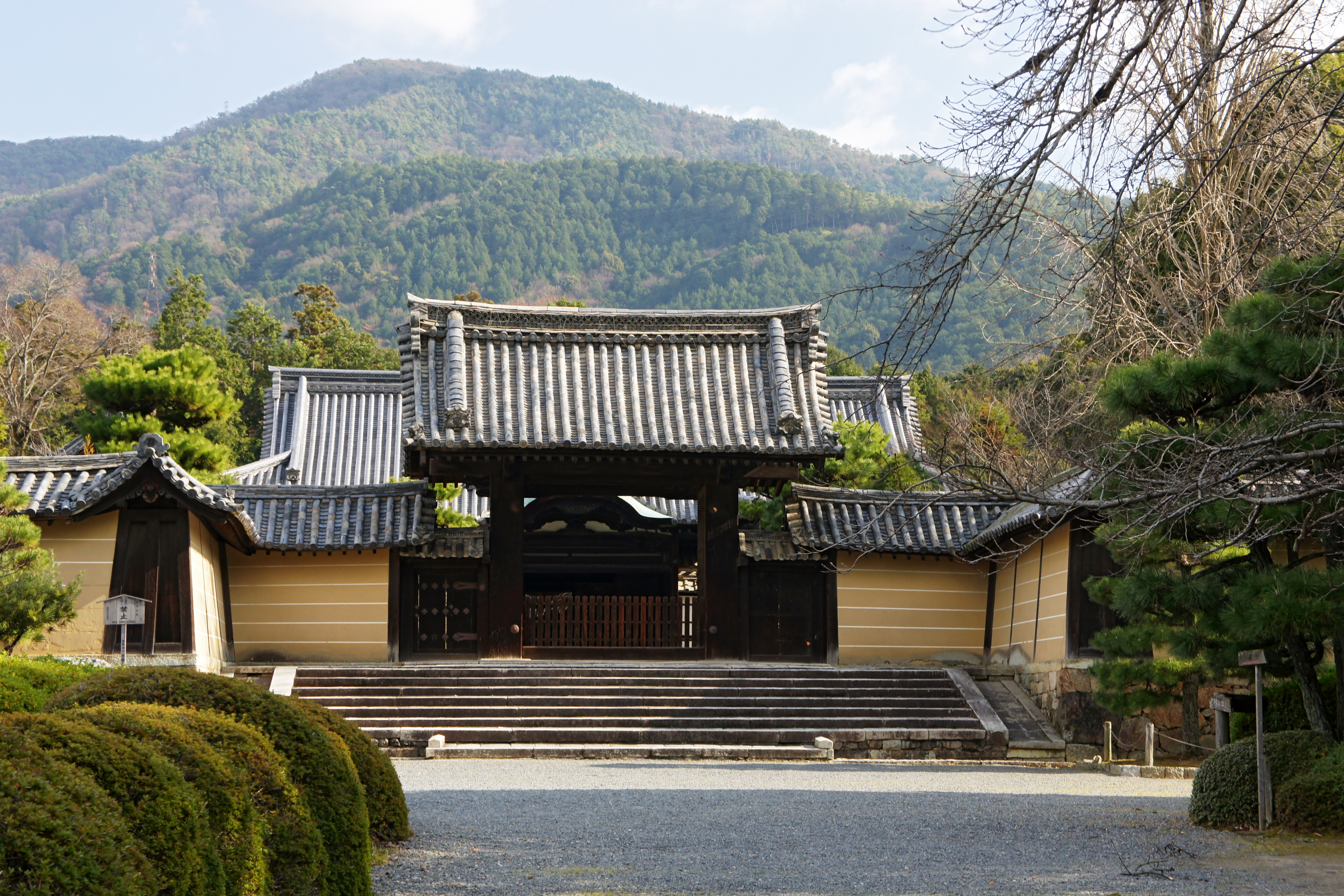
薬医門
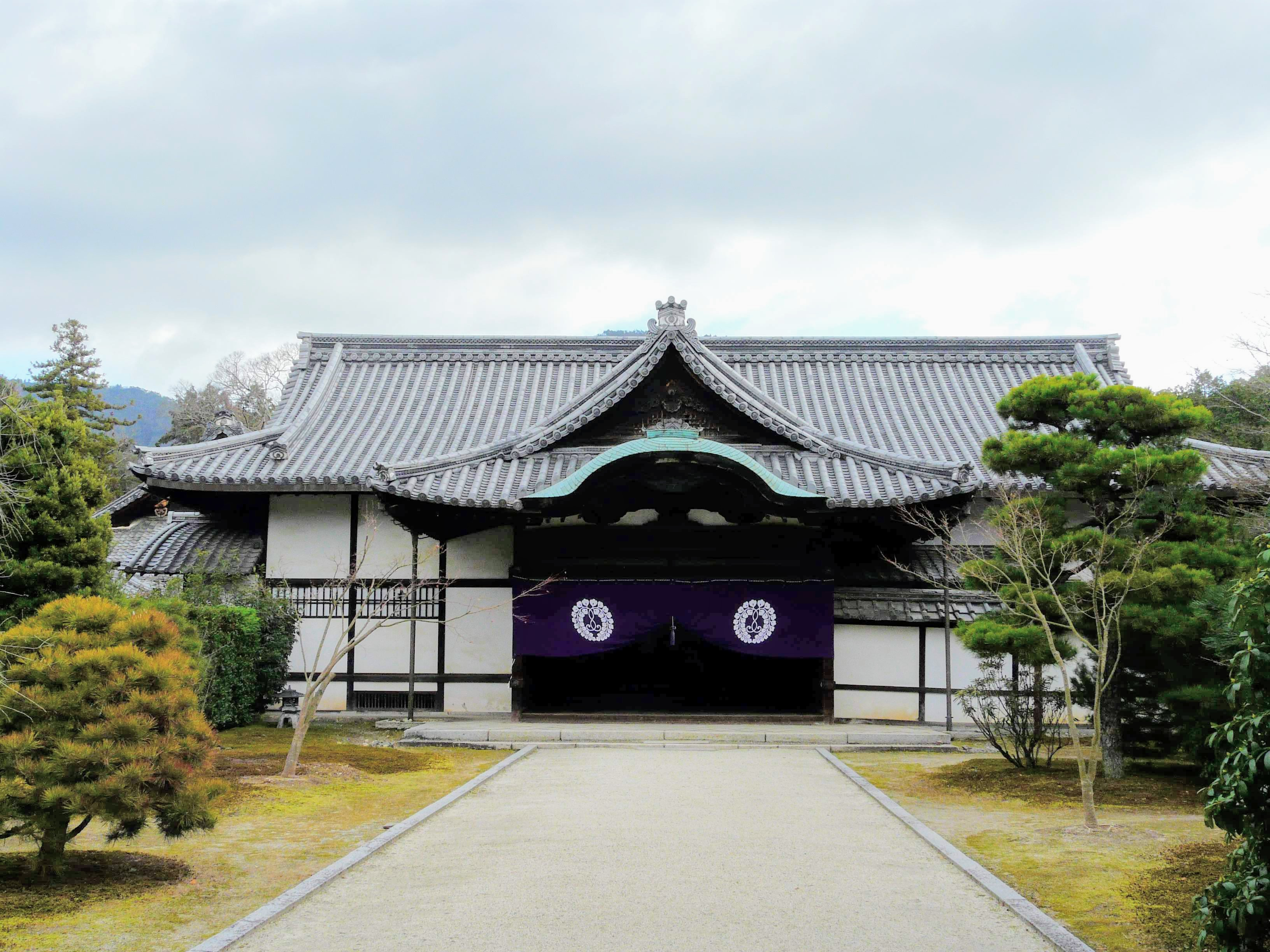
大玄関
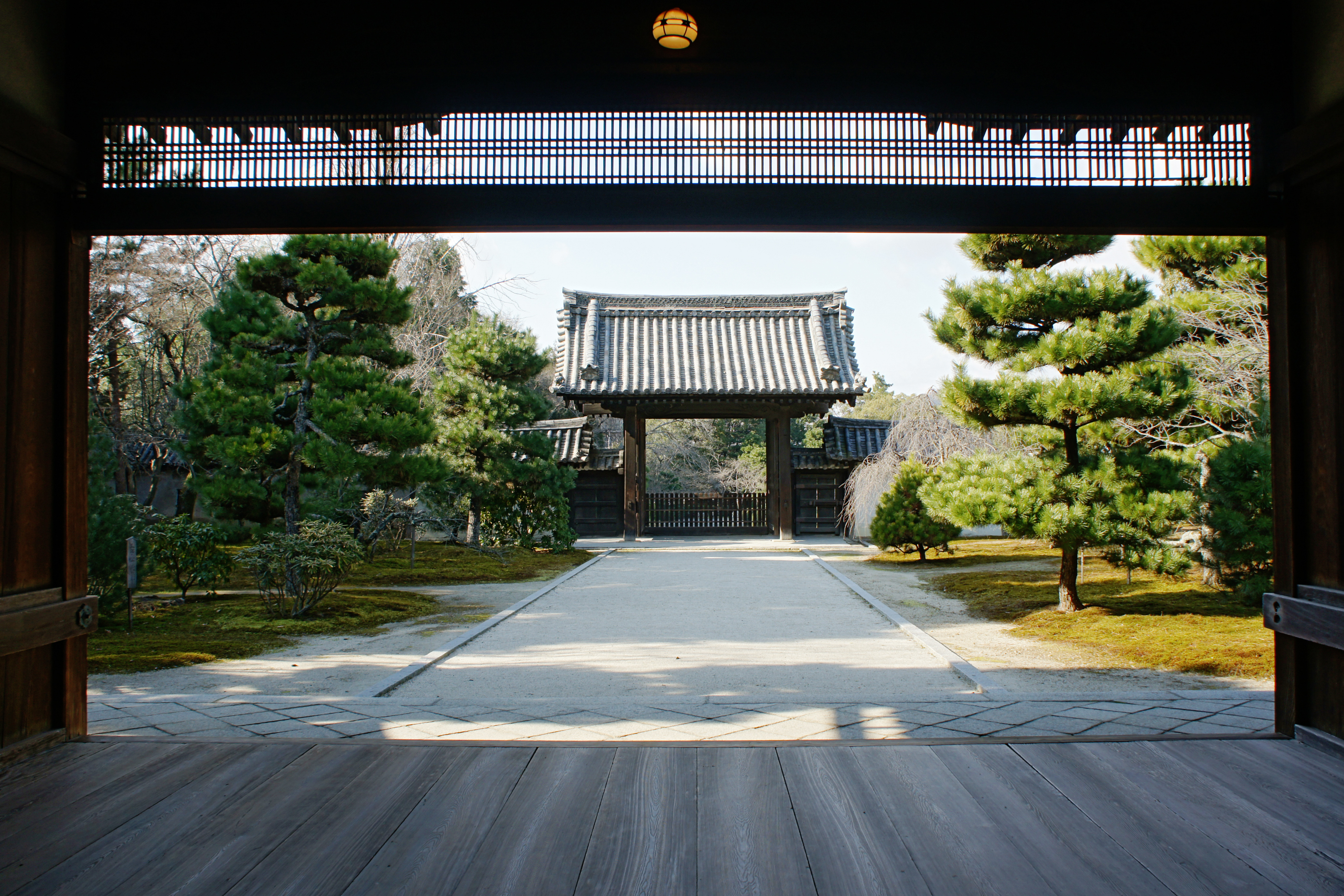
大玄関内から見た薬医門
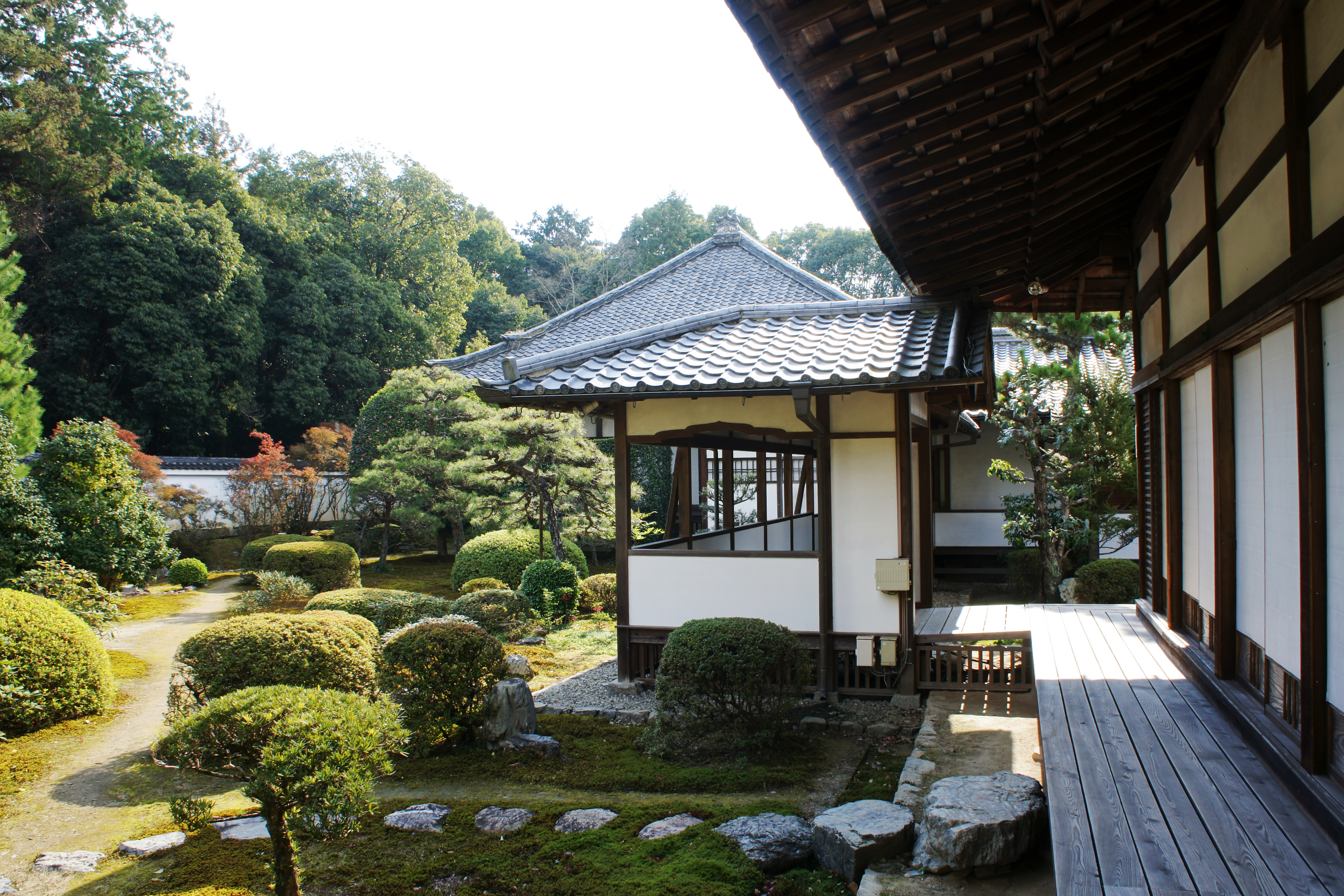
庭園
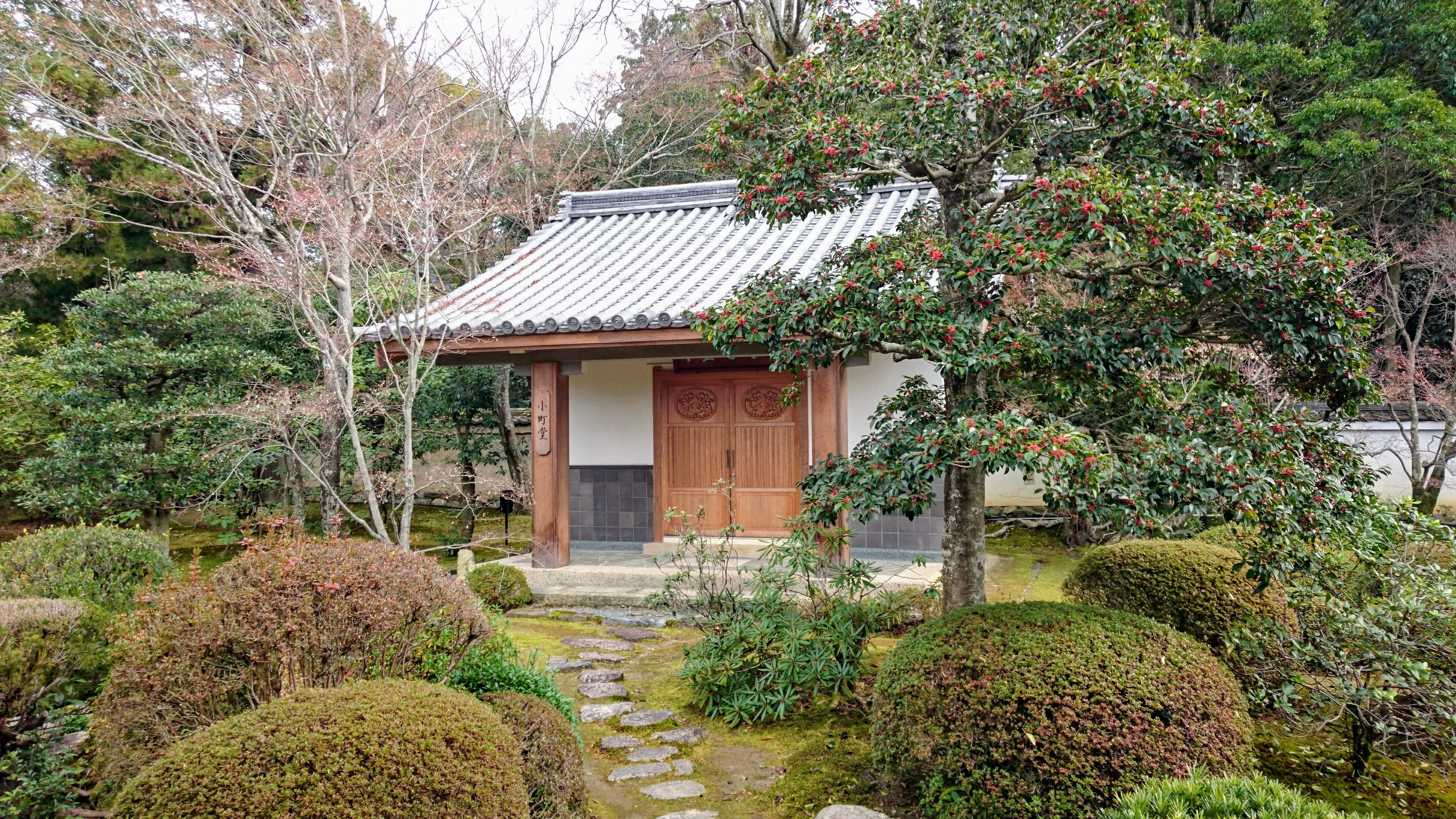
小町堂（納骨堂）
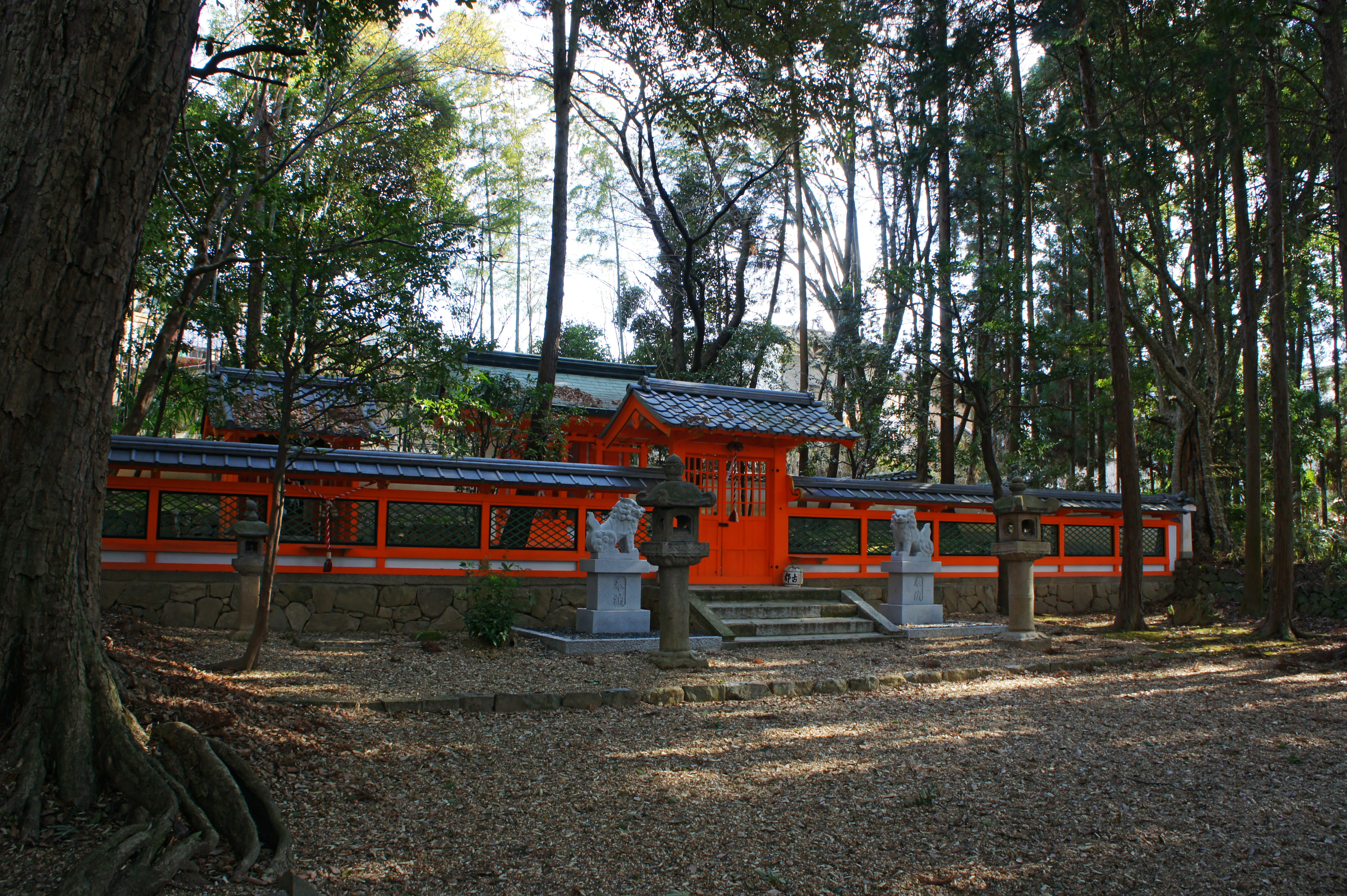
清瀧権現社
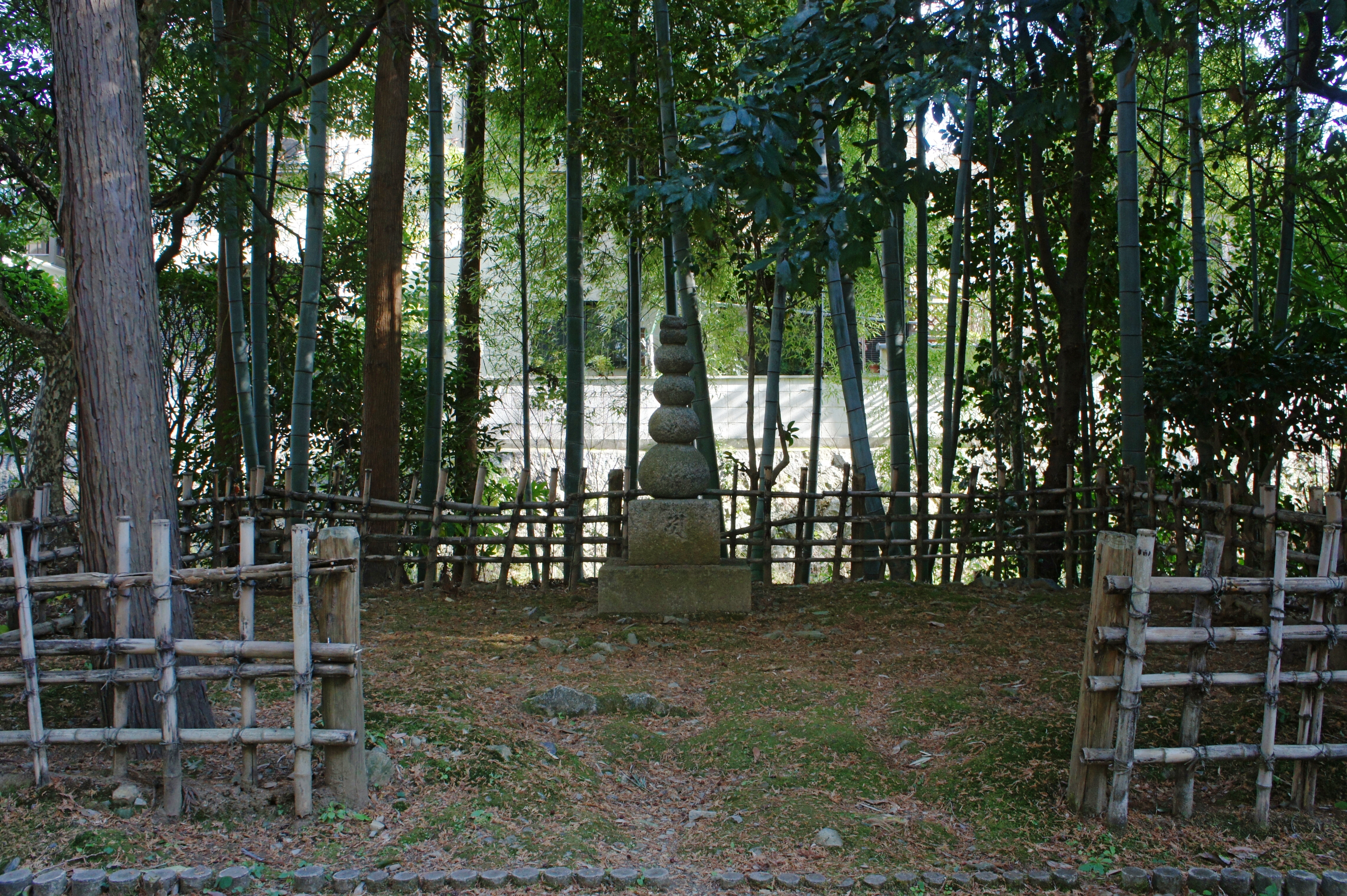
小野小町 文塚
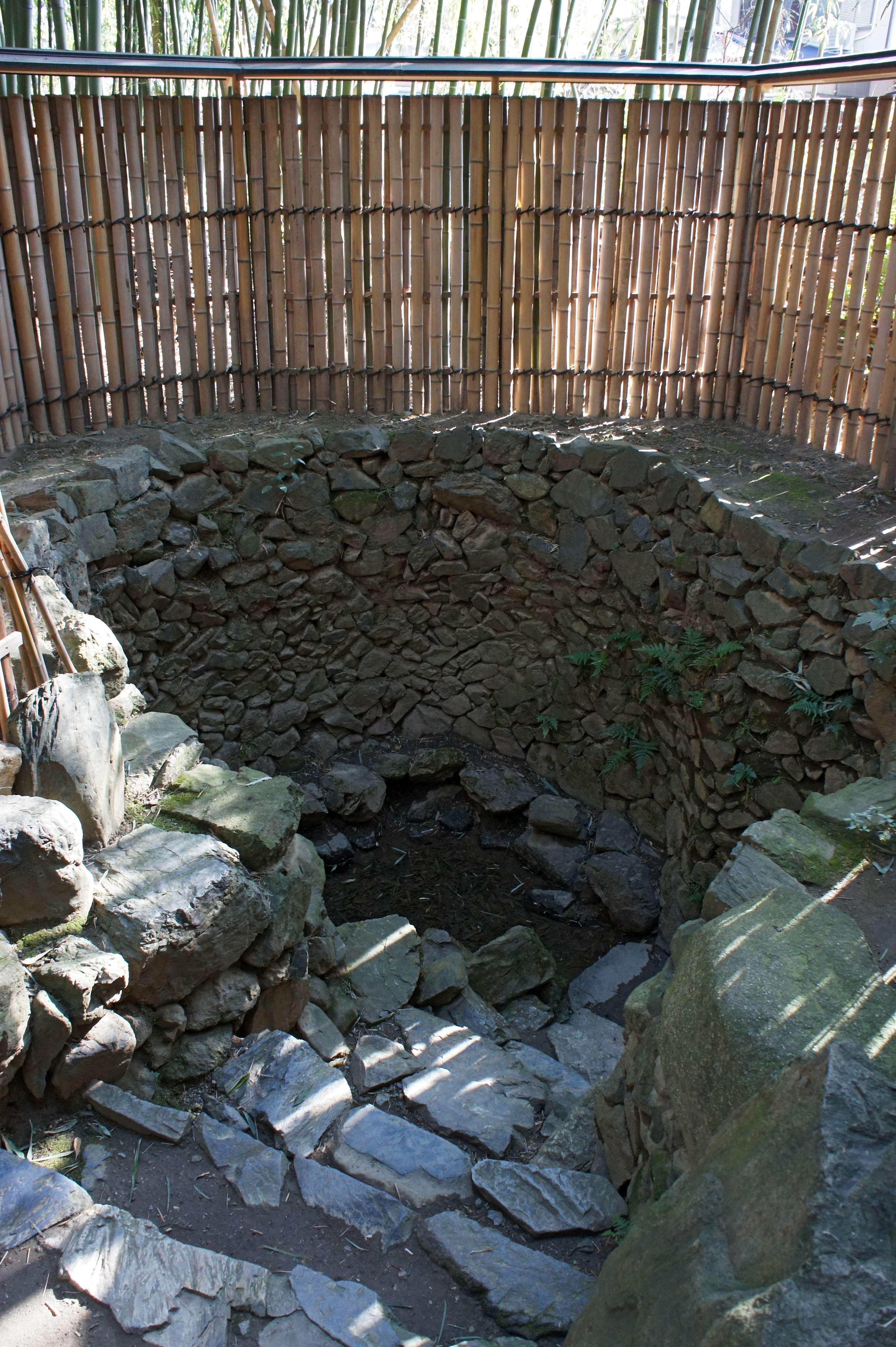
小野小町 化粧井戸
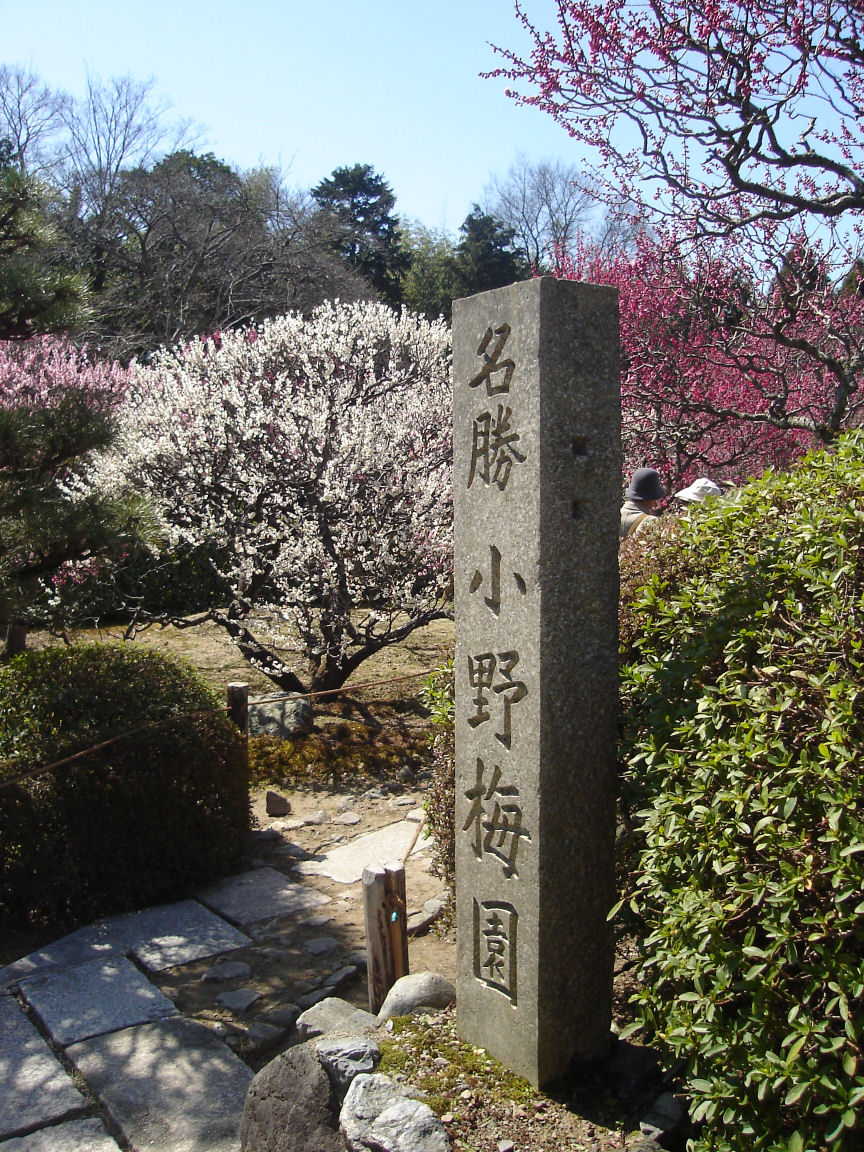
小野梅園
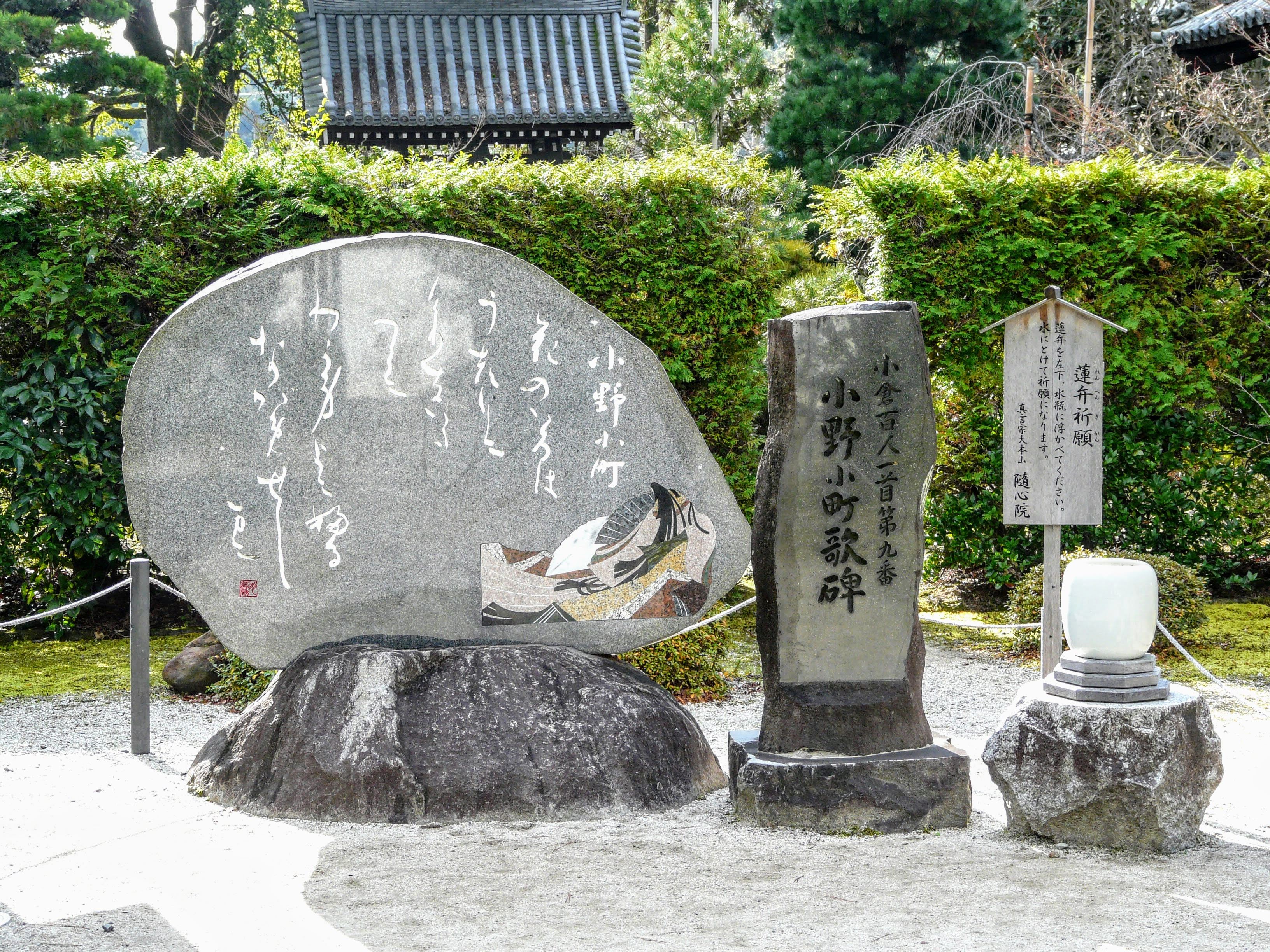
小野小町 歌碑
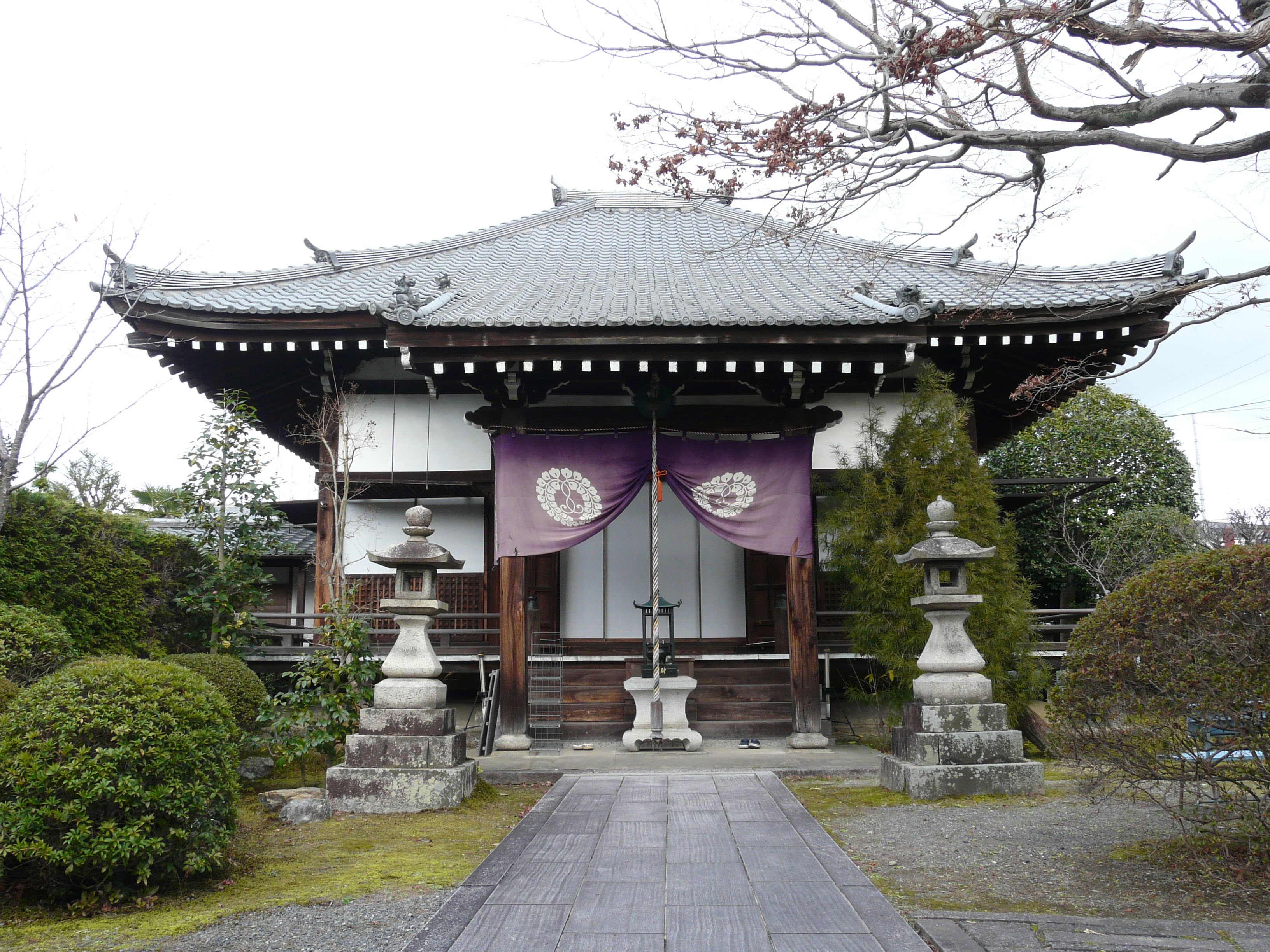
大師堂
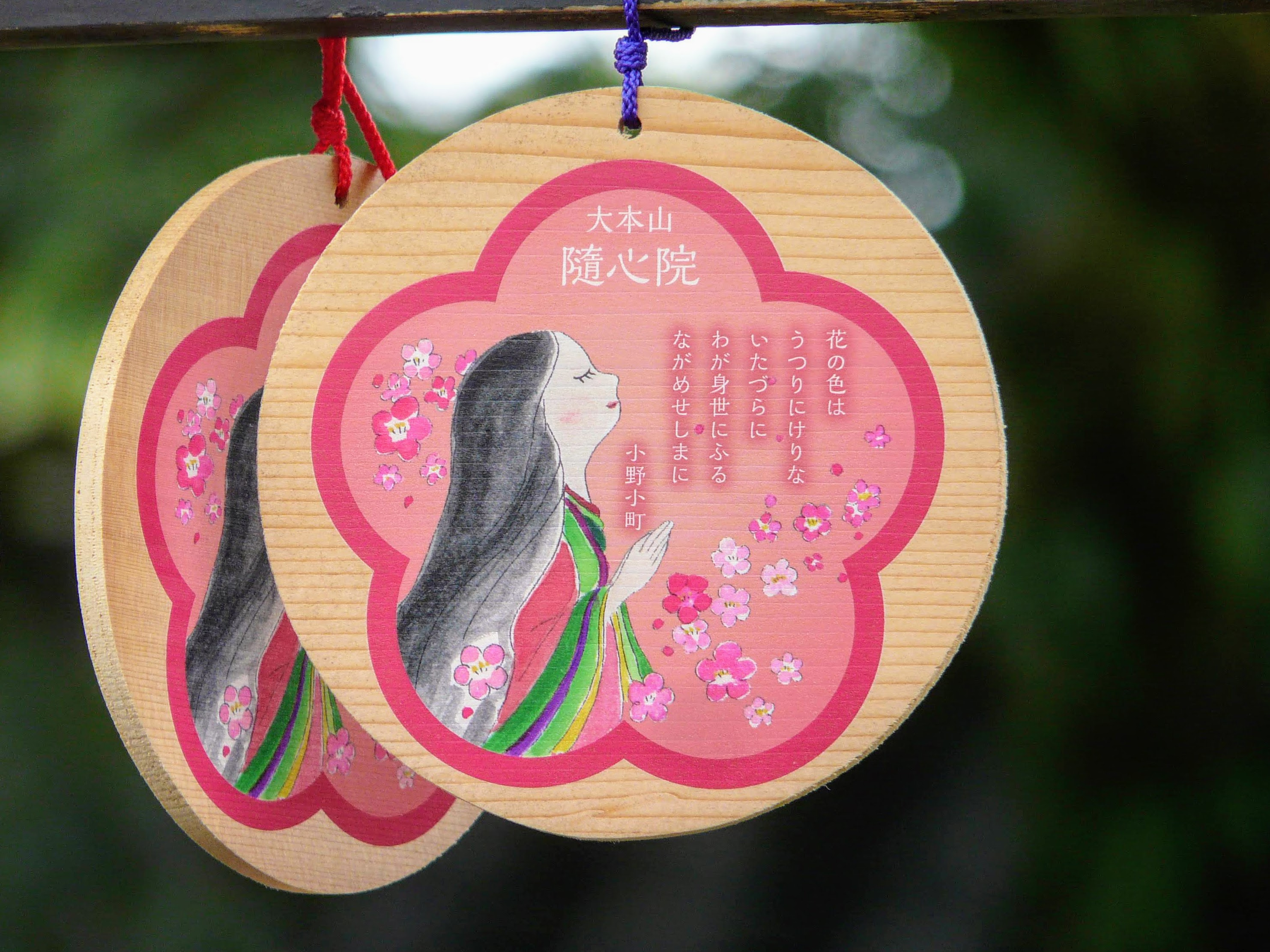
小野小町 絵馬

## 文化財

### 重要文化財
- 木造如意輪観音坐像 - 2020年（令和2年）9月30日指定、秘仏本尊、鎌倉時代[2][3]
- 木造阿弥陀如来坐像 - 1917年（大正6年）4月5日指定[4]。平安時代後期。
- 木造金剛薩埵（こんごうさった）坐像 - 1965年（昭和40年）5月29年指定。鎌倉時代、快慶作。像内に「巧匠法眼快慶」の朱書銘がある[5]。
- 絹本著色愛染曼荼羅図 - 1903年（明治36年）4月15日指定。鎌倉時代作[6]。
- 隨心院文書 5巻 - 1962年（昭和37年）6月21日指定。平安時代作の古文書[7]。
- 紙本金地著色蘭亭曲水図〈狩野山雪筆 八曲屏風〉- 1980年（昭和55年）6月6日指定[8]。江戸時代、狩野山雪作。無款ではあるが、特色ある樹形や中国の絵画の技法の一つの皴法（しゅんぽう）[注 2]から、筆者は狩野山雪と考えられ、中国晋代の353年に、王羲之は名士41人を蘭亭に招き、曲水に盃を流し、それぞれに詩を詠んだという故事を描いたものである。八曲二双[注 3]という長大な図が描かれている。山雪はこの画題を得意とし、所々の障壁画に描いたことが知られている[8]。
- 紀伊国井上本庄絵図 - 2016年（平成28年）8月17日指定[9]。室町時代に作成の庄園絵図。随心院領であった紀伊国井上本庄が描かれている。井上本庄は、かつて和歌山県内を流れる紀ノ川流域に分布した水田の開発が進められた荘園（庄園）の一つである[10]。庄園絵図には、溜池などの水利を中心とし、集落、寺社など荘園の景観が描かれている[9]。荘園（庄園）が、新たな水田開発に取り組んだ際に、隣り合う荘園同志が水利権や境界をめぐる激しい争いを起こす原因となり、荘園領主は自らの主張を裏付ける証拠の地図として、荘園絵図が作成されたと考えられている[10]。

### 国指定史跡
- 随心院境内 - 1966年（昭和41年）6月21日指定[11]。

### その他の文化財
重要文化財指定物件以外にも、仏像、襖絵など貴重な寺宝を有する。
- 薬師如来像：平安時代後期作
- 不動明王像：平安時代後期作
- 弘法大師坐像：江戸時代作
- 仁海僧正坐像：江戸時代作
- 釈迦如来坐像：室町時代作：釈迦三尊像
- 普賢菩薩像：平安時代後期作：釈迦三尊像
- 文殊菩薩像：南北朝時代：釈迦三尊像
- 四詩人図(六曲一双)：江戸時代作屏風絵図：鶴沢探索筆
- 舞楽図屏風(六曲一隻)：江戸時代作屏風絵図：狩野探信筆
- 鶴亀図（双幅）：江戸時代作：岸駒筆
- 四愛図：表書院襖絵：狩野派
- 四季花鳥図：表書院襖絵：狩野派
- 舞楽図：奥書院襖絵：狩野派
- 宮廷人物図：江戸時代初期作：奥書院襖絵：狩野派
- 賢聖障子絵：奥書院襖絵：狩野派
- 竹虎図：奥書院襖絵：狩野派
- 樹下双鶏図：表玄関の杉戸：狩野派
- 波に鶴図：表玄関の杉戸：狩野派
- 不空索羂明：平安時代後期作：仁海僧正筆
- 独鈷杵・三鈷杵：仁海僧正所持
- 念珠：五鈷杵：門跡相承
- 牛皮華鬘：平安時代後期作：仁海僧正作（福勝寺）

## 年中行事
年間行事および境内の花の季節
- 1月：修正会
- 2月：常楽会
- 3月：観梅会
- 3月最終日曜日：はねず踊り
- 4月：桜、シャクナゲ、霧島つつじ
- 5月16日：開山忌
- 5月：平戸つつじ、さつき
- 6月：杉苔、のうぜんかずら
- 8月：お盆 施餓鬼会法会
- 9月：放生会：敬老の日
- 10月：小品盆栽展、土砂加持法会
- 11月：小町祭（ミス小町決定）、紅葉ライトアップ、小町忌

- 毎月1日・5日：清瀧権現社月並法会
- 毎月1日・16日：歓喜天浴油供（お聖天さん）
- 毎月17日：写経・写仏奉納法会
- 随時行事[13]
- 写仏 ・ 写経 は随時受付

## 随心院門跡歴代

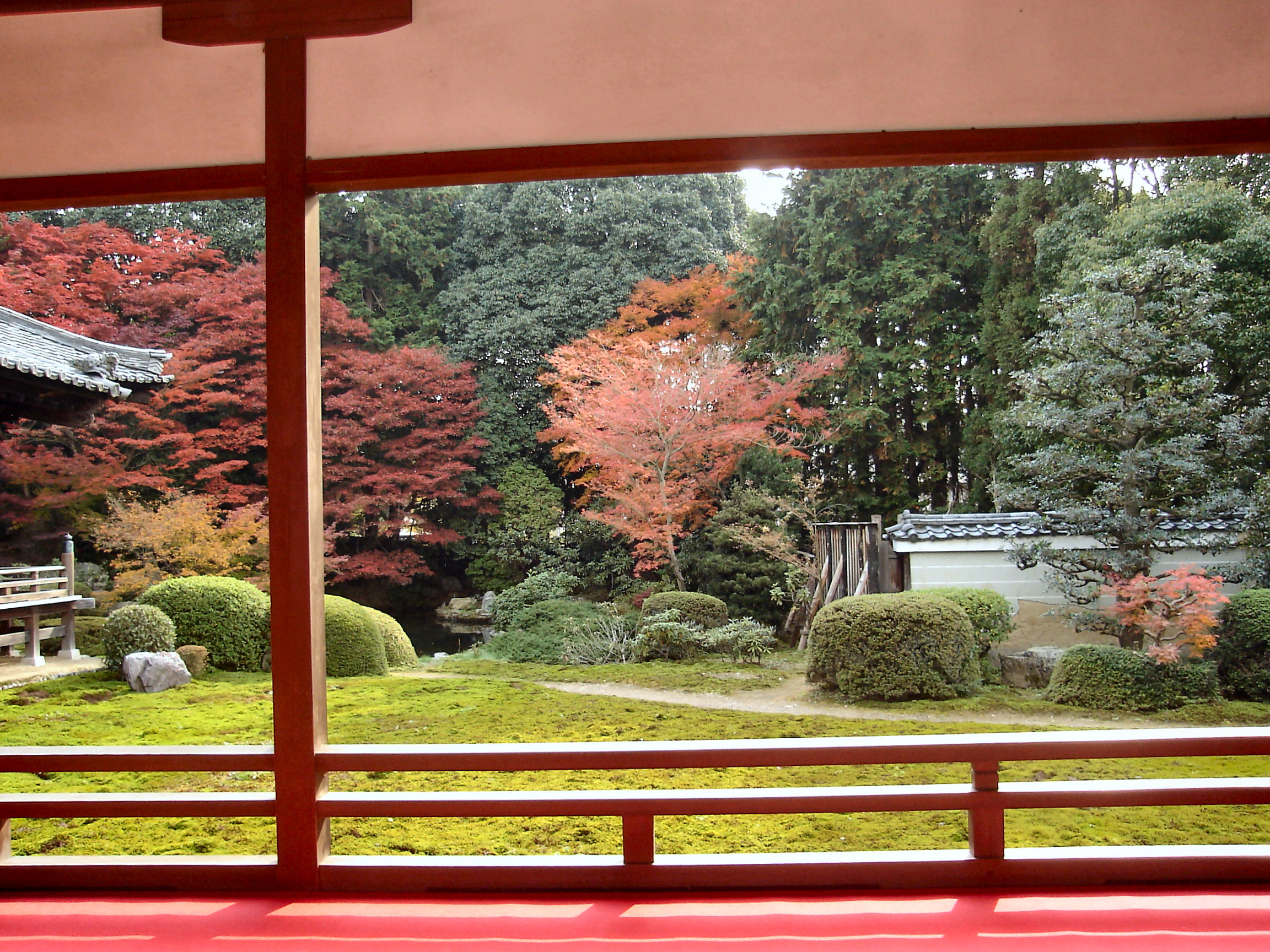
庭園

- 東密事相流派・小野流系譜

1. 空海
2. 真雅
3. 源仁
4. 聖宝
5. 観賢
6. 淳祐
7. 元杲

【随心院】
1. 仁海
2. 成尊
3. 範俊
4. 厳覚
5. 増俊(1)〈門跡寺院〉として発足
6. 顕厳(2)
7. 親厳(3)
8. 厳海(4)
9. 宣厳(5)
10. 俊厳(6)
11. 厳恵(7)
12. 静厳(8)
13. 厳家(9)
14. 経厳(10)
15. 通厳(11)
16. 照厳(12)
17. 厳叡(13)
18. 祐厳(14)
19. 厳宝(15)
20. 持厳(16)
21. 忠厳(17)
22. 仙朝(18)
23. 長静(19)
24. 増孝(20)
25. 栄厳(21)
26. 俊海(22)
27. 堯厳(23)
28. 増護(24)
29. 澄剛(25)
30. 佐伯旭雅(26)
31. 釈隆燈(27)
32. 和田智満(28)
33. 佐伯法遵(29)
34. 箸蔵善龍(30)
35. 重松寛勝(31)
36. 湯崎弘雄(32)
37. 蓮生観善(33)
38. 玉島実雅(34)
39. 池田龍潤(35)
40. 蓮生善隆(36)
41. 高吉清順(37)
42. 水谷修夫(38)
43. 亀谷暁英(39)
44. 亀谷英央(40)

## 施設
- 隨流講傳所
- 隨心院墓所（境内）
- 協同経営 洛南高等学校・附属中学校・種智院大学

## その他
隨心院ミス小野小町コンテスト・ミス小野小町
第1回（2006年）南波糸江
第2回（2007年）後藤壇
植村亜紀（準ミス）
第3回（2008年）岡田みほ
高倉舞
御秒奈々
第4回（2009年）北浦静香
西垣江利子
濵﨑麻有
第5回（2009年）岡田明恵
…
第12回（2016年）吉川舞

## 前後の札所
真言宗十八本山
10 勧修寺 - 11 随心院 - 12 醍醐寺
京都十三仏霊場
10 法金剛院 - 11 随心院 - 12 東寺

## 交通アクセス
- 地下鉄東西線の小野駅から東へ徒歩5分程度
- 京阪バス 隨心院下車
- ヤサカバス（醍醐コミュニティバス） 隨心院前下車